# Группа Ровеля
Группа Ро́веля (нем. Kommando Rowehl) — отдельная авиационная группа военно-воздушных сил Германии (люфтваффе), бортовой код — T5, созданная для ведения стратегической воздушной разведки.
Официальное наименование — «Разведывательная авиагруппа при главнокомандующем военно-воздушных сил» (нем. Aufklärungsgruppe des Oberbefehlshabers der Luftwaffe — Aufkl.Gr.Ob.d.L.).

## История
Была создана по инициативе Т. Ровеля (нем. Theodor Rowehl). После назначения оберста (полковника) Ровеля в январе 1943 года на должность командира опытного (испытательного) подразделения при главнокомандующем военно-воздушных сил (нем. Versuchsverband Ob.d.L.) — группа была расформирована, частично её подразделения были использованы для формирования Versuchsverband Ob.d.L., из основной части её подразделений была сформирована новая группа: Aufkl.Gr.100 — 100-я разведывательная авиагруппа.
Имела на вооружении несколько модификаций самолётов-разведчиков (Do-215B-4, Ju-88D, Ju 86P/R, He-111P/H-6, Ar-240A-0, Bf-110E-3/F-2trop и Bf-109F-4/U-3) и ряд экспериментальных самолётов-разведчиков (Me-261V3, He-177А-3, Ju-88B/C-7 и другие), оснащенных специальной фотоаппаратурой для ведения аэрофотосъёмки. В 1939—1940 годах группа Ровеля занималась стратегической разведкой над территорией Франции, Великобритании, Норвегии, Греции и других стран. Накануне вторжения в СССР, летая на высотах, недоступных для истребителей ВВС РККА, группа выполнила большой объём фотосъемки стратегических объектов в западной части СССР, включая военные аэродромы. Благодаря собранной группой информации немецкое руководство имело возможность регулярно получать данные о строительстве в СССР новых промышленных предприятий, строительстве военных кораблей и развитии инфраструктуры.  Полеты маскировались под рейсы гражданской авиации или испытательные полеты.  Снимки позволили спланировать и осуществить операцию по уничтожению авиации приграничных округов СССР в первые дни войны.

После 22 июня 1941 года экипажи Aufkl.Gr.Ob.d.L. выполняли задания в непосредственно в интересах Абвера и главного командования ВВС Германии. Основными объектами аэрофотосъемки были ВМБ Кронштадт, Севастополь, г. Москва, г. Ленинград, советские аэродромы в глубоком тылу, важные железнодорожные узлы и военные предприятия.
Пик боевой работы группы Ровеля пришёлся на 1942 год самолёты-разведчики фотографировали Ленинград, всё Поволжье, Кавказ, Баку, черноморские порты, в которых базировался советский флот, а также совершали многочисленные полёты на полный радиус в район Урала: до городов Молотов (Пермь), Уфа и других. 2-я эскадрилья (штаффель), действовавшая на южном крыле Восточного фронта, совершала полеты над Ираном, Ираком вплоть до Персидского залива.

## Операции

### Восточный фронт

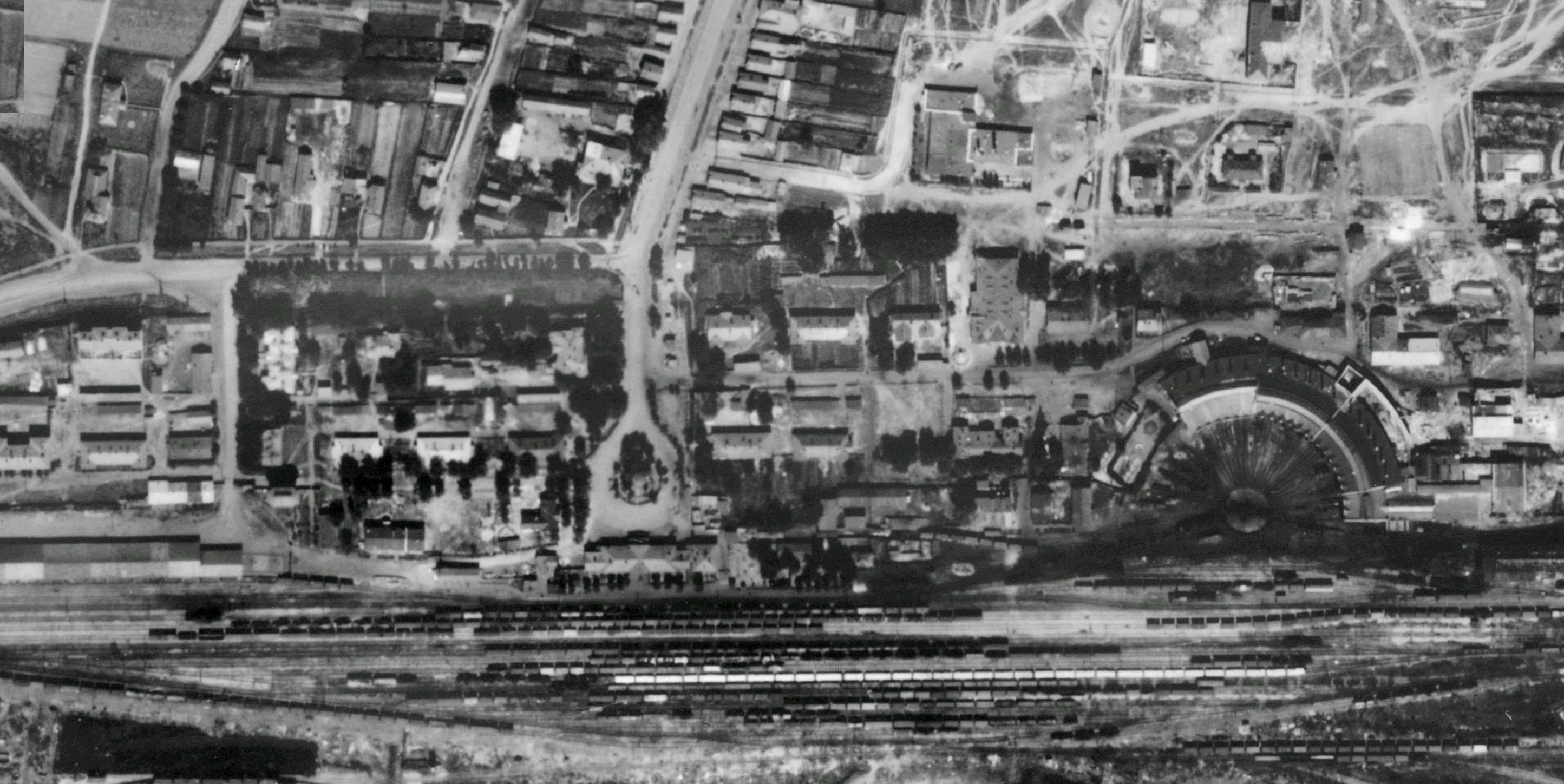
Железнодорожная станция Ржев-II на аэрофотоснимке, сделанном формированием военно-воздушных сил Германии в 1941 году.

Группа Ровеля еще с 1939 года выполняла полеты над территорией СССР в целях сбора информации о промышленном и военном развитии страны. Разведка проводилась над многими городами, в частности, в районе Ленинграда и Киева. Боясь утечки информации,   руководство решило маскировать разведывательные самолеты под самолеты Люфтганзы. Благодаря информации, собранной за время разведывательных полетов, руководство Рейха располагало большим количеством данных о расположении промышленных центров и военных частей СССР, что позволило вермахту достичь больших успехов на начальном этапе Операции «Барбаросса».
В начале 1941 года, когда подготовка к операции шла полным ходом, Генштаб Люфтваффе издал приказ о начале крупномасштабной разведывательной деятельности. Изначально пилоты не залетали на советскую территорию слишком далеко, но затем, поняв свою безнаказанность, стали летать все глубже на территорию потенциального противника. Особое внимание уделялось военно-морским  базам (Кронштадт, Севастополь) и промышленным предприятиям. Работа дала ошеломляющие результаты, и к маю у немецкого командования имелись фотографии всей приграничной полосы Советского Союза.
Активная разведывательная деятельность в скором времени привлекла внимание советской стороны, доклады о ней поступали также от внешней разведки, в частности, от Шульце-Бойзена. Несмотря на явную угрозу, советское руководство не предприняло практически никаких мер для противодействия полетам немецких высотных разведчиков. К примеру, Константин Рокоссовский привел случай, когда в районе Ровно задержали оборудованный новейшей фотоаппаратурой немецкий самолет, совершивший вынужденную посадку. Однако по приказу из Москвы самолет с экипажем был отпущен в сопровождении двух истребителей. 

## Действия советской авиации
Действия советской авиации ПВО были малоэффективными по причине несовершенства системы раннего оповещения и отсутствия у СССР системы радаров. Авиаинженер-ветеран С. Н. Иконников вспоминает:

Вражеские разведчики летали, как правило, на высоте 7… 9 тыс. метров. Для набора такой высоты истребителю требовалось значительное время. На большинстве получаемых с завода истребителях, первое время не только радиопередатчиков, но и радиоприемников ещё не было. После взлёта летчик был предоставлен сам себе, помочь ему найти вражеский самолёт в бескрайнем небе с земли никто не мог. Правда, иногда практиковалась в определённых местах выкладывать на земле из полотнищ стрелу, указывающую направление полета самолёта противника, а рядом и знака высоты (летом знаки белые, зимой черные). Однако толку от этого целеуказания было мало.— Иконников C.Н. «Война глазами авиаинженера». 1993

## Сноски
1. ↑  Michael Holm. Aufklärungsgruppe Ob.d.L. (англ.). Air units → Reconnaissance units. Сайт «The Luftwaffe, 1933—45». Дата обращения: 3 мая 2016. Архивировано 17 марта 2016 года.
2. ↑  Исаев, 2010, Глава I, с. 32-33.
3. ↑  Константин Рокоссовский. Солдатский долг. — М.: Вече, 2021. — С. 10. — ISBN 9785448424748.